# Dennis Dun
Dennis Gong Dun (* 19. April 1952 in Stockton, Kalifornien) ist ein US-amerikanischer Schauspieler.

## Leben
Dun begann seine Filmkarriere 1985 an der Seite von Mickey Rourke in Michael Ciminos Im Jahr des Drachen. Im darauf folgenden Jahr spielte er neben Kim Cattrall und Kurt Russell eine der Hauptrollen in John Carpenters Big Trouble in Little China. Carpenter besetzte Dun erneut in seinem nächsten Spielfilm Die Fürsten der Dunkelheit. 1987 war er in Bernardo Bertoluccis mit neun Oscars ausgezeichneten Monumentalfilm Der letzte Kaiser zu sehen.
Von 1988 bis 1991 spielte er neben Gary Cole in 61 Episoden der Fernsehserie Der Nachtfalke. Nach dem Ende der Serie nach drei Staffeln kam Duns Karriere ins Stocken. Er erhielt zwar noch Seriengastrollen, seine Filmauftritte wurden jedoch seltener und die Rollen kleiner. Unter anderem spielte er 1995 neben Jessica Alba und Morgan Fairchild in Venus Rising.

## Filmografie (Auswahl)

### Fernsehen
- 1988: Die Schöne und das Biest (Beauty and the Beast)
- 1988–1991: Der Nachtfalke (Midnight Caller)
- 1998: Die Nanny (The Nanny)
- 2001: JAG – Im Auftrag der Ehre (JAG)
- 2001: Charmed – Zauberhafte Hexen (Charmed)

### Film
- 1985: Im Jahr des Drachen (Year of the Dragon)
- 1986: Big Trouble in Little China
- 1987: Die Fürsten der Dunkelheit (Prince of Darkness)
- 1987: Der letzte Kaiser (The Last Emperor)
- 1995: Venus Rising
- 1996: Good Luck
- 1996: Aus nächster Nähe (Up Close & Personal)
- 1997: Die Krieger des Tao-Universums (Warriors Of Virtue)